# Фестиваль авторской куклы
Фестиваль авторской куклы — ежегодное культурное мероприятие, организуемое в городе Прейли (Латвия). Фестиваль приурочен к дням города во второй половине августа и включает бесплатные мастер-классы по изготовлению кукол, аукцион кукол, тематические конкурсы авторских работ. Свои произведения представляют участники из более чем десяти стран. Инициатором фестиваля является художник Елена Михайлова (творческий псевдоним Vlаdlena), уроженка Нальчика, которая живёт в Прейли с 1985 года и создала один из самых посещаемых туристических объектов этого города — Кукольное королевство с более чем 200 экспонатами.

## История

### 2015 год
В 2015 году самоуправление города Прейли предложило художнику по куклам Елене Михайловой провести в рамках Дня города фестиваль-выставку авторской куклы. На приглашение откликнулись художники и творческие коллективы из разных стран. Так с 21 по 23 августа 2015 года в Прейли прошёл Первый Международный фестиваль авторской куклы, который назывался «Кукольное лето в Прейли». Фестиваль поддержала организатор сообщества художников-кукольников и множества выставок авторской куклы Светлана Пчельникова (Москва). Свои работы в Прейли привезли Пярвиз Гусейнов и Ирина Гундорина — супружеский творческий тандем из Азербайджана, российская художница Светлана Дубодел, Наташа Катаева из Перми.
Коллективными участниками стали Эстонский дом авторской куклы и «Панна Doll’а» («Панна Долья») из Беларуси.
Одним из участников жюри, оценивавшего куклы мастеров, был кинорежиссёр и почётный гражданин города Прейли Янис Стрейч.
Я бесконечно рад, что три дня в моих родных краях проходил такой большой праздник. Это, по сути, слёт лучших мастеров, и каждая работа по-своему интересна!»Янис Стрейч, кинорежиссёр.

### 2016 год
Второй фестиваль в Прейли собрал кукольников из Латвии, России, Белоруссии, Литвы, Эстонии, Нидерландов, Германии и Израиля и прошёл с 19 по 21 августа. Беларусь снова представляла ассоциация «Панна Долья» и мастера из Бобруйска Наталья Ковалева и Виолетта Скойбеда.

### 2017 год
Темой конкурса кукол в 2017 году был символ города Прейли — ворон. По окончании конкурса краевая дума выкупила у художников три лучшие работы (другие были подарены городу), а затем они были выставлены в специально построенном освещаемом павильоне рядом с Домом культуры — главной площадкой фестиваля.
Участники 3-го фестиваля авторской куклы:
- Латвия: Владлена, Александр Нестерюк, Татьяна Гришаева, Солвита Бауделе, Татьяна Ильина, Наталья Павленок
- Россия: Лариса Гуцева, Анна Кормилицина, Оксана Муратова, Оксана и Андрей Панченко, Анна Фадеева, Ирина Черепанова[8], Ирина Шубина
- Эстония: Светлана Ветрова, Александр Дикушенко, Татьяна Забашта, Римма Невская
- Литва: Дороте Заукайте, Анна Зуева
- Германия: Сильвия Везер, Виктория Фрибус
- Нидерланды: Нел Грутедде, Марина Норт
- Украина: Марина Зимина
- Италия: Патриция Коццо
- Израиль: Евгения Либинзон
- Чехия: Ирина Люмьер
- Молдова: Наталья Островская
- Грузия: Юлия Сорокина
- Беларусь: Надежда Цыгановская

### 2018 год
Четвёртый международный фестиваль авторской куклы собрал 39 художников из 13 стран, для многих из которых участие в выставке стало традиционным. На открытии фестиваля глава самоуправления Марута Пливда вручила почётные дипломы Светлане Пчельниковой, а также почётному гражданину Прейли, кинорежиссёру и сценаристу Янису Стрейчу. Уроженец Прейли, художник Александр Нестерюк подарил городу «Дерево любви» для размещения в парке восстанавливаемого поместья барона Борха. Темой конкурса стали «Ангелы и призраки замка Борха».